# Карбучимахинский сельсовет
Карбучимахинский сельсовет  — административно-территориальная единица и муниципальное образование со статусом сельского поселения в Дахадаевском районе Дагестана Российской Федерации.
Административный центр — село Карбучимахи.
Образован в соответствии с законом Республики Дагестан от 13 января 2005 года № 6 «О статусе муниципальных образований Республики Дагестан».

## Наименование
Согласно законодательству Дагестана и коду ОКТМО 82 618 436 000 носит название Сельсовет Карбучимахинский, в то же время на официальном сайте Дахадаевского района указан как Сельсовет Карбачимахинский.

## Население
| 2002 | 2010 | 2012 | 2013 | 2014 | 2015 | 2016 |
| ---- | ---- | ---- | ---- | ---- | ---- | ---- |
| 637  | ↘400 | ↘391 | ↗397 | ↘396 | ↘391 | ↗400 |
| 2017 | 2018 | 2019 | 2020 | 2021 | 2023 | 2024 |
| ↗403 | ↗411 | ↗413 | ↗423 | ↗513 | ↗517 | ↘514 |
| 2025 |      |      |      |      |      |      |
| ↗518 |      |      |      |      |      |      |

## Состав
| № | Населённый пункт | Тип населённого пункта       | Население |
| - | ---------------- | ---------------------------- | --------- |
| 1 | Аяцимахи         | село                         | ↘101      |
| 2 | Карбучимахи      | село, административный центр | ↗412      |